# Okohybné svaly

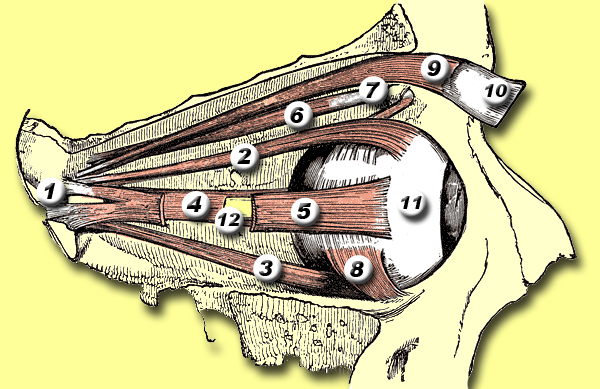
mm. recti: 2 – superior, 3 – inferior, 4 – medialis, 5 – lateralis / mm. obliqui: 6 – superior, 8 – inferior / 1 – anulus tendineus communis, 7 – trochlea, 9 – m. levator palpebrae superioris, 11 – sclera, 12 – n. opticus

Okohybné svaly (latinsky musculi bulbi), tzv. zevní okohybné svaly, jsou skupinou šesti příčně pruhovaných svalů, které zajišťují pohyby očních koulí a společnou koordinací dovolují vznik jednoduchého binokulárního vidění.
Podle průběhu svalových snopců se dělí na čtyři přímé (musculi recti) a dva šikmé svaly (musculi obliqui). Společným začátkem je kruhovitá šlacha lokalizovaná v hrotu očnice – anulus tendineus communis, skrze niž prochází oční nerv i tepna. Vzdálenost úponů jednotlivých svalů formuje tzv. Tillauxovu spirálu.

## Okohybné svaly

### Musculi recti
Přímé svaly (latinsky musculi recti) představují čtyři svaly začínající na společné šlaše. Každý ze svalů se upíná v jiném ze čtyř očních kvadrantů na skléru oční koule. Název vždy odpovídá poloze svalu. Tři ze čtyř svalů inervuje okohybný nerv. Pouze musculus rectus lateralis je zásoben eferentními vlákny odtahovacího nervu.
- musculus rectus superior (horní přímý sval) – nejdelší
- musculus rectus inferior (dolní přímý sval) – nejkratší
- musculus rectus medialis (vnitřní přímý sval)
- musculus rectus lateralis (zevní přímý sval)

### Musculi obliqui
Šikmé svaly (latinsky musculi obliqui) mají s přímými společný začátek, ale liší se úpony a průběhem svalových snopců. Horní šikmý sval je inervován kladkovým nervem, dolní šikmý pak okohybným nervem.
- musculus obliquus superior (horní šikmý sval)
- musculus obliquus inferior (dolní šikmý sval)

## Průběh, funkce a inervace
| Okohybné svaly (mm. bulbi) | Okohybné svaly (mm. bulbi)                                                                    | Okohybné svaly (mm. bulbi)                                                                           | Okohybné svaly (mm. bulbi)                           | Okohybné svaly (mm. bulbi)                  | Okohybné svaly (mm. bulbi)   |
| název                      | začátek                                                                                       | průběh                                                                                               | úpon                                                 | funkce                                      | inervace                     |
| -------------------------- | --------------------------------------------------------------------------------------------- | --- | ---------------------------------------------------- | ------------------------------------------- | ---------------------------- |
| m. rectus superior         | anulus tendineus communis                                                                     | ventrolaterálně (dopředu zevně)                                                                      | skléra oční koule za horní okraj rohovky             | bulbus otáčí mediokraniálně (nahoru)        | horní větev okohybného nervu |
| m. rectus inferior         | anulus tendineus communis                                                                     | ventrolaterálně (dopředu zevně)                                                                      | skléra oční koule za dolním okrajem rohovky          | bulbus otáčí mediokaudálně (dolů)           | dolní větev okohybného nervu |
| m. rectus medialis         | anulus tendineus communis                                                                     | | skléra oční koule za mediálním okrajem rohovky       | bulbus otáčí mediálně (nazálně)             | dolní větev okohybného nervu |
| m. rectus lateralis        | anulus tendineus communis                                                                     | | skléra oční koule laterálně za rohovkou              | bulbus otáčí laterálně (zevně)              | odtahovací nerv              |
| m. obliquus superior       | anulus tendineus communis tělo kosti klínové                                                  | dopředu, ohýbá se kolem spina trochlearis a míří dorzolaterálně                                      | skléra oční koule (horní zevní kvadrant za rovníkem) | bulbus otáčí laterokaudálně (zevně dolů)    | kladkový nerv                |
| m. obliquus inferior       | orbitální plocha horní čelisti, zevně od crista lacrimalis posterior a canalis nasolacrimalis | dorsolaterálně mezi dnem očnice a m.rectus inferior, kraniálně mezi m. rectus lateralis a oční koulí | skléra oční koule (dolní zevní kvadrant za rovníkem) | bulbus otáčí laterokraniálně (zevně nahoru) | dolní větev okohybného nervu |

## Základní pohledové směry

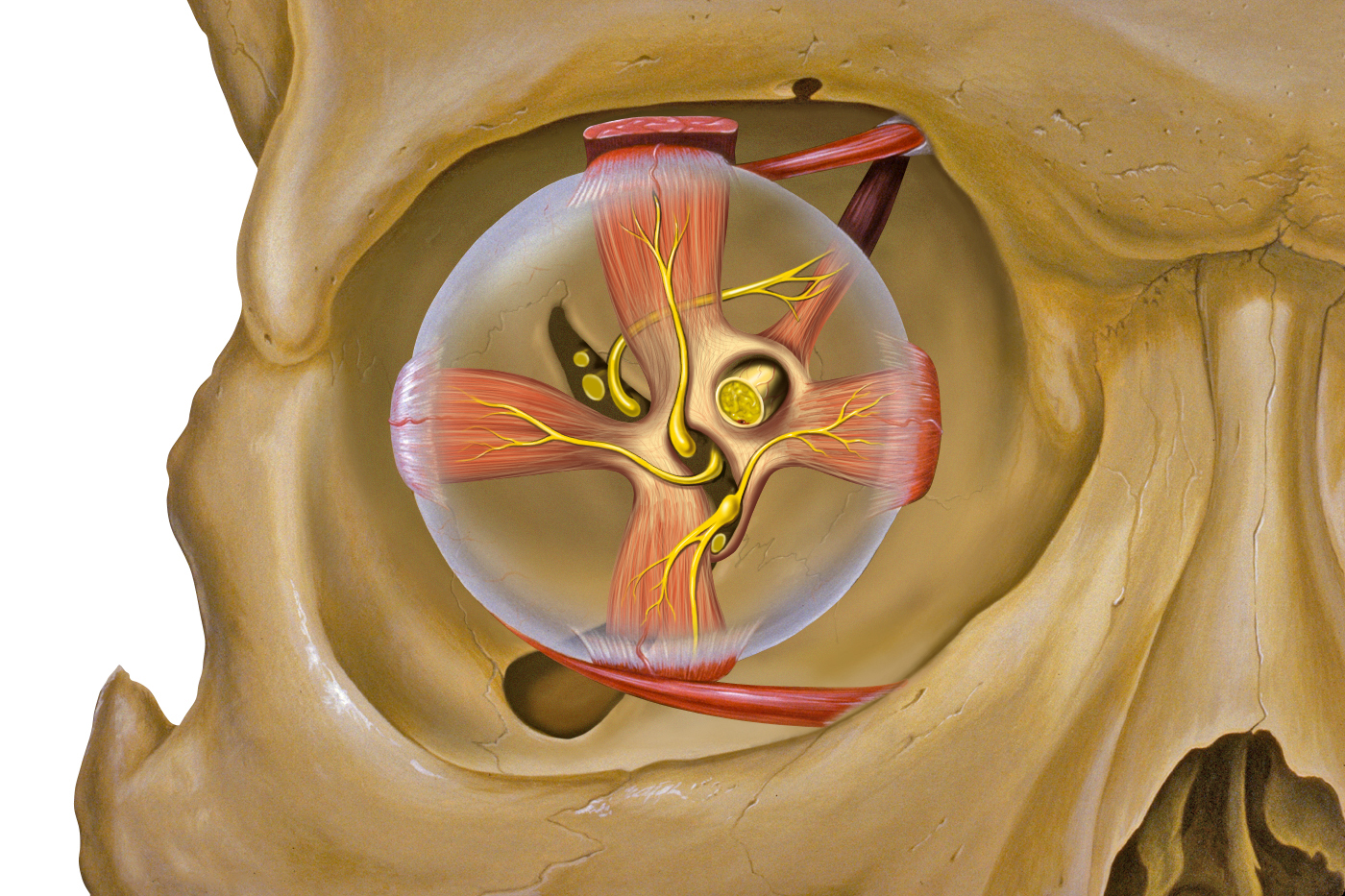
Schéma průběhu okohybných svalů a motorických nervů (žlutě) v orbitě

| dextroelevace (pohled nahoru a doprava) | horní přímý sval pravého oka dolní šikmý sval levého oka   |
| extroverze (pohled doprava)             | zevní přímý sval pravého oka vnitřní přímý sval levého oka |
| dextrodeprese (pohled dolů a doprava)   | dolní přímý sval pravého oka horní šikmý sval levého oka   |
| sinistroelevace (pohled nahoru doleva)  | horní přímý sval levého oka dolní šikmý sval pravého oka   |
| sinistroverze (pohled doleva)           | vnitřní přímý sval pravého oka zevní přímý sval levého oka |
| sinistrodeprese (pohled dolů a doleva)  | horní šikmý sval pravého oka dolní přímý sval levého oka   |